# Bad (sang)
 For alternative betydninger, se Bad (flertydig). (Se også artikler, som begynder med Bad)
"Bad" er en af den amerikanske sanger Michael Jacksons største hitsingler. "Bad" blev udgivet i 1987, og er den første single fra albummet af samme navn. Nummeret lå #1 på bl.a. den amerikanske og den danske hitliste. I dag betragtes "Bad" som en af Michael Jacksons største sange[kilde mangler].

## Parodier
"Weird Al" Yankovic lavede i 1988 en parodi på sangen, som han kaldte "Fat". Sangen vandt i 1988 en Grammy for Best Concept Music Video.

## Musikvideo
Til sangen hører en 18 minutter og 6 sekunder lang video, instrueret af af Martin Scorsese. Videoen viser historien om en ung mand ved navn Daryl, spillet af Michael Jackson, som kommer fra et lidt fattigt miljø. Han rejser væk for at gå i skole, og må da han kommer tilbage prøve at overbevise sine venner derhjemme om at han stadig er "bad", hvilket han så gør gennem sang og dans. Netop den del er også den forkortede version, som de fleste kender.
Michael er i filmen iført et ikonisk outfit med sort læder og lynlåse i overflod.

## Hitlister
| Hitliste (1987)                                    | Højeste placering |
| -------------------------------------------------- | ----------------- |
| Australien (ARIA)                                  | 4                 |
| Belgien (Ultratop 50 Flanderen)                    | 1                 |
| Canadiske RPM Adult Contemporary                   | 5                 |
| Canadiske RPM Top Singles                          | 5                 |
| Eurochart Hot 100                                  | 1                 |
| Frankrig (SNEP)                                    | 4                 |
| Irske singlehitliste                               | 1                 |
| Italien (FIMI)                                     | 1                 |
| Holland (Dutch Top 40)                             | 1                 |
| Holland (Single Top 100)                           | 1                 |
| New Zealand (RIANZ)                                | 2                 |
| Norge (VG-lista)                                   | 2                 |
| Schweiz (Schweizer Hitparade)                      | 3                 |
| Spanien (AFYVE)                                    | 1                 |
| Sverige (Sverigetopplistan)                        | 4                 |
| Sydafrikanske Hitliste                             | 4                 |
| Tyskland (Official German Charts)                  | 4                 |
| UK (Official Charts Company)                       | 3                 |
| U.S. Billboard Hot 100                             | 1                 |
| U.S. Billboard Hot Dance Club Play1                | 1                 |
| U.S. Billboard Hot Dance Music/Maxi-Singles Sales1 | 1                 |
| U.S. Billboard Hot R&B/Hip-Hop Singles             | 1                 |
| Østrig (Ö3 Austria Top 40)                         | 9                 |

| Hitliste (2006)              | Højeste placering |
| ---------------------------- | ----------------- |
| Frankrig (SNEP)              | 48                |
| Irish Singles Chart          | 24                |
| Italien (FIMI)               | 5                 |
| Holland (Single Top 100)     | 27                |
| Spanien (PROMUSICAE)         | 1                 |
| UK (Official Charts Company) | 16                |

| Hitliste (2009)                  | Højeste placering |
| -------------------------------- | ----------------- |
| Australien (ARIA)                | 27                |
| Østrig (Ö3 Austria Top 40)       | 38                |
| Danmark (Track Top-40)           | 37                |
| Hot Canadian Digital Singles     | 30                |
| Italien (FIMI)                   | 11                |
| Holland (Single Top 100)         | 53                |
| Spanien (PROMUSICAE)             | 20                |
| Sverige (Sverigetopplistan)      | 25                |
| Schweiz (Schweizer Hitparade)    | 15                |
| UK (Official Charts Company)     | 40                |
| U.S. Billboard Hot Digital Songs | 23                |

| Hitlisten (2011) | Højeste placering |
| ---------------- | ----------------- |
| Ungarn (MAHASZ)  | 5                 |